# Agyrta mathani
Agyrta mathani là một loài bướm đêm thuộc phân họ Arctiinae, họ Erebidae.